# شيماء (اسم)
شيماء أو الشيماء هو اسم عربيٌ مؤنثٌ قديم، معناهُ التي في بدنها علامةٌ أو شامة.

## الشخصيات
- الشيماء بنت الحارث أخت النبي محمد بالرضاعة، وأكبر منه.
- شيماء علي ممثلة كويتية.
- شيماء سبت ممثلة بحرينية.
- شيماء جناحي ممثلة بحرينية.
- شيماء سعيد مطربة مصرية.
- شيماء عبد القادر ممثلة مصرية.
- شيماء عقيد ممثلة سورية.